# Nagy Egyiptomi Múzeum
A Nagy Egyiptomi Múzeum (arabul المتحف المصري الكبير, angolul Grand Egyptian Museum), más néven Gízai Múzeum egy jelenleg épülő múzeum Egyiptomban, a kairói agglomerációhoz tartozó Gízában. Az ókori Egyiptomot bemutató múzeum a tervek szerint a világ legnagyobb régészeti múzeuma lesz. Megnyitását többször elhalasztották, jelenleg nincs kitűzött dátum, de egyes részei 2023 óta már látogathatóak. Ide költöztetik át a kairói Egyiptomi Múzeumból többek közt a teljes Tutanhamon-leletanyagot, melynek egyes darabjait most fogják először kiállítani. A múzeum egy kb. 50 hektáros területen épül, a gízai piramisoktól kb. két kilométerre, a Gízai-fennsík új beépítési tervének részeként.

## Az épület
A múzeum tervéről pályázat keretén belül döntöttek. A pályázatot 2002. január 7-én hirdették meg, és 82 országból összesen 1557 pályamű érkezett be, ezzel ez lett a történelem második legnagyobb építészeti pályázata. A második szakaszban húsz pályázót kértek fel további információ beküldésére. A pályázatok elbírálása 2003. június 2-án fejeződött be, a győztes a dublini Heneghan Peng cég lett, amely 250 000 dollárt kapott a tervéért. A második helyen a Coop Himmelblau lett, emellett dicséretet kapott Héctor Vigliecca és Luciene Quel (Brazília), Ruben Verdi (Olaszország), Michael Zimmermann, Engel und Zimmermann (Németország), Fernando Pardo Calvo y Bernardo Garcia Tapia, Nuno Filipe Morais Monteiro (Portugália) és Martin Roubik (Csehország). Az épület tervét a Heneghan Peng építészei, Buro Happold és az Arup készítették el, a kiállítások tervét a Metaphor és a Cultural Innovations Ltd.
Az épület lesarkított háromszög alaprajzú. A piramisoktól két kilométerre nyugatra áll, egy autóút-kereszteződés közelében. Az épület északi és déli falai pont párhuzamosak a Hufu-piramis és a Menkauré-piramis oldalával. Az épület előtt nagy tér helyezkedik el, melyen datolyapálmák nőnek. A múzeum egyik jellegzetessége egy alabástromból készült, áttetsző fal, amely a homlokzatot alkotja. A főbejáraton át egy nagy átriumba jutunk, ahol a nagyobb szobrokat állítják ki.

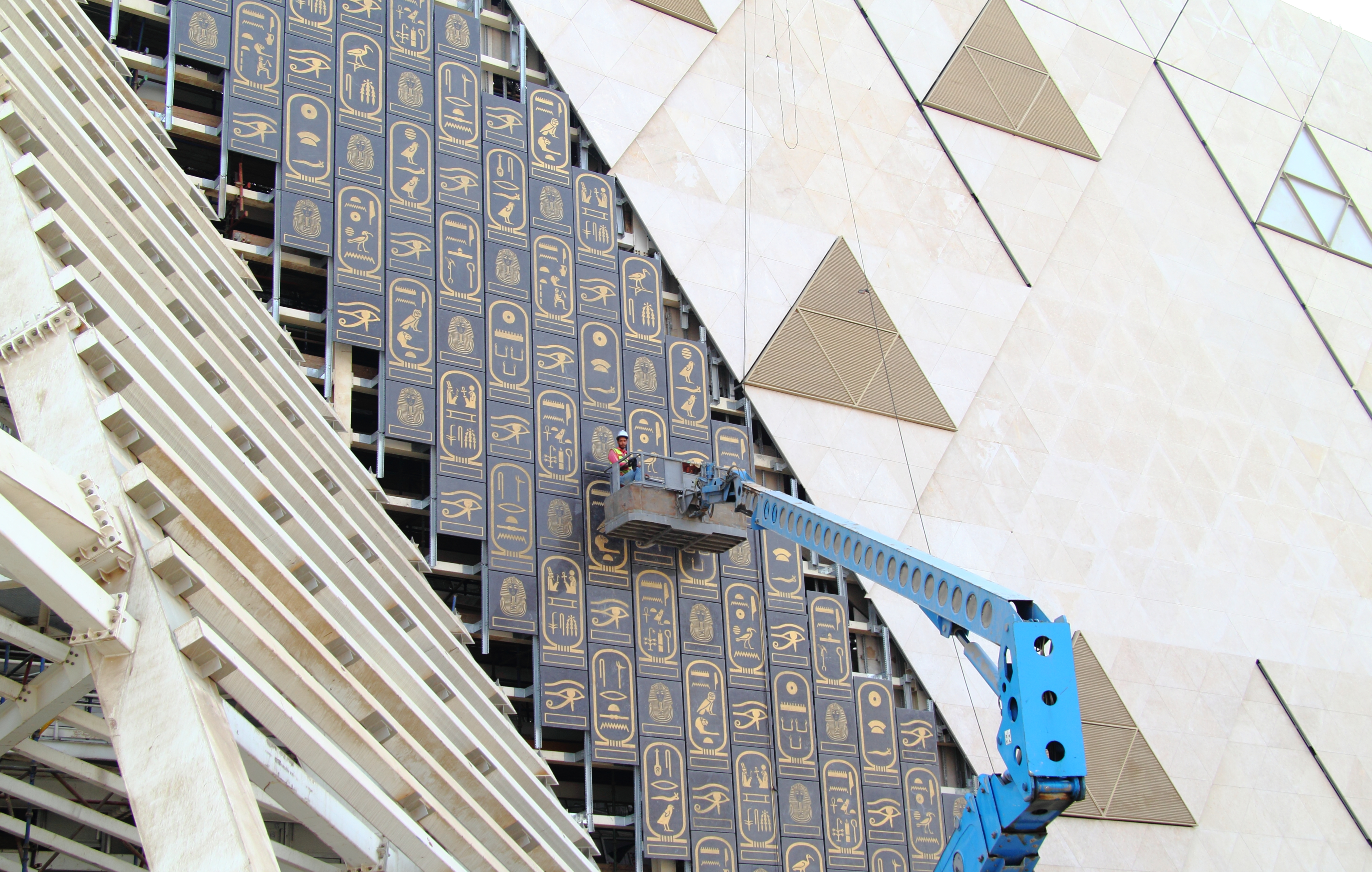
A múzeum 2019-ben

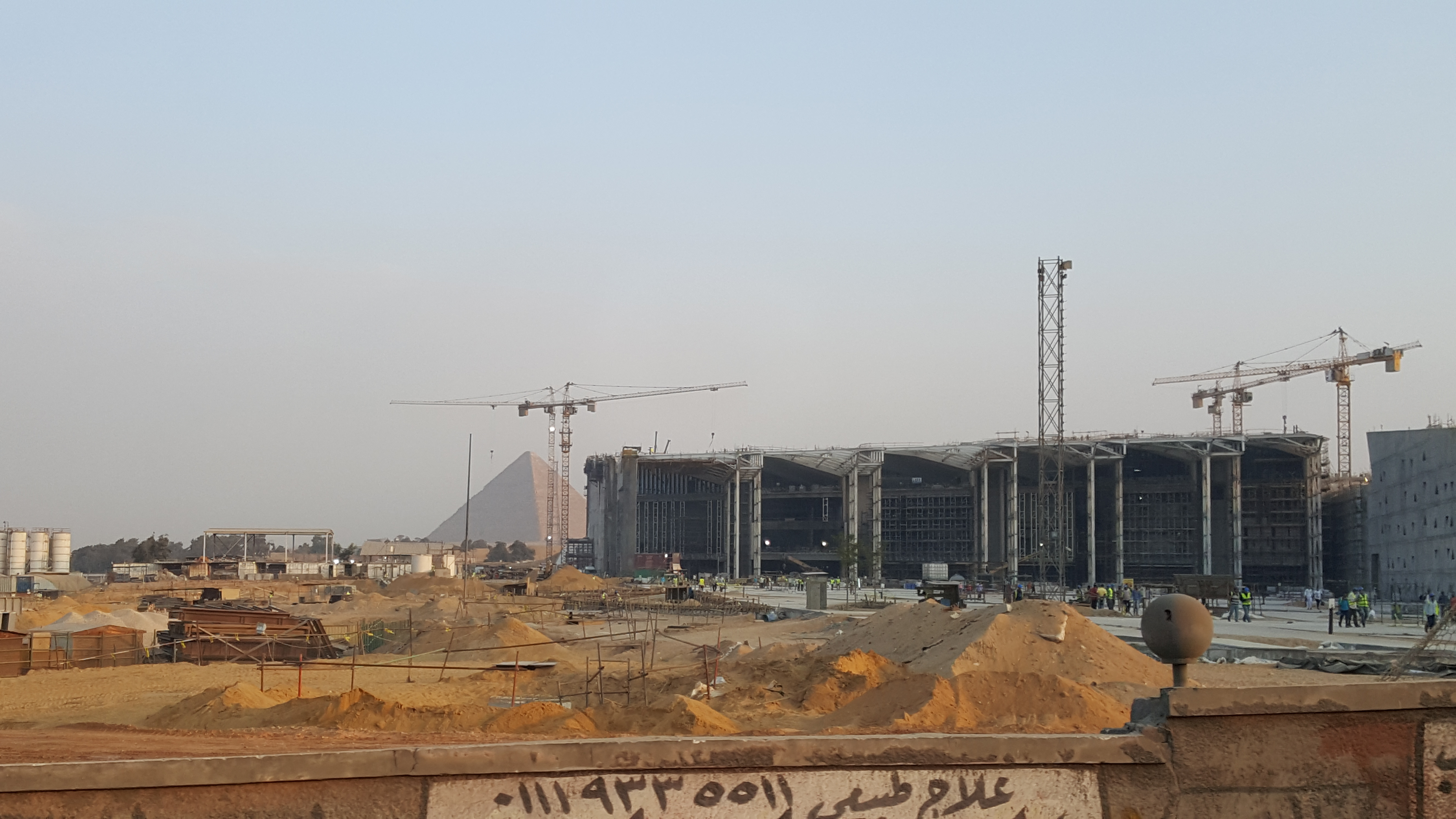
Az épülő múzeum 2017 októberében

2002. január 5-én Hoszni Mubárak akkori elnök fektette le a múzeum alapkövét. 2006. augusztus 25-én a 3200 éves II. Ramszesz szobrát a kairói Ramszesz térről a Gízai-fennsíkra szállították át, hogy a múzeum bejáratánál álljon.
Az építkezés teljes költsége 550 millió amerikai dollár. 2007-ben a múzeum 300 millió amerikai dollár kölcsönben részesült a Japán Nemzetközi Együttműködési Banktól. Az építkezéshez az egyiptomi kormányhoz tartozó Régiségek Legfelsőbb Tanácsa 147 millió dollárral járul hozzá, a fennmaradó 150 milliót adományokból és nemzetközi szervezetektől gyűjtik össze.
2010. február 2-án a Hill International bejelentette, hogy az Egyiptomi Kulturális Minisztérium a Hill International és az EHAF Consulting Engineers közös vállalkozását bízta meg a múzeum tervezése és megépítése menedzselésével.
2008 augusztusának végén a tervezőcsapat több mint 5000 rajzot nyújtott be jóváhagyásra az Egyiptomi Kulturális Minisztériumnak. Októberben kiírták a pályázatot az építkezésre, és megkezdték az alapozást. A pályázatokat 2009 szeptemberig kellett benyújtani, 2013-as befejezési határidővel. Az építkezés harmadik fázisának lebonyolítására kiírt pályázatot 2012. január 11-én az egyiptomi Orascom Construction Industries (OCI) és a belga BESIX Group nyerte el, 810 millió dollár értékben.
Az új múzeum a legmodernebb technológiákat, köztük a virtuális valóságot is felhasználja. A múzeum a múzeumok közti kommunikáció nemzetközi központja is lesz, és előmozdítja a közvetlen kapcsolatot más belföldi és külföldi múzeumok között. A múzeum helyet ad egy gyermekek számára épült múzeumnak, konferencia- és oktatóközpontnak, műhelyeknek is.
A kiállítások a múzeum területének körülbelül egyharmadát foglalják majd el, és kb. 50 000 tárgyat lehet majd megtekinteni. A fő attrakció Tutanhamon sírleleteinek első teljes kiállítása lesz, ami összesen kb. 5000 tárgyból áll, és a kairói Egyiptomi Múzeumból fogják áthozni Gízába. Más kiállítási tárgyak Luxor, Minja, Szohág, Aszjút, Beni Szuef, Fajjúm, a Nílus-delta és Alexandria múzeumaiból és raktáraiból kerülnek majd át ide.
Mamdúh al-Damati régiségügyi miniszter 2015 májusában bejelentette, hogy a múzeum 2018 májusában részlegesen megnyílik. Jelenleg 2021-re tervezik a megnyitását.